# 武烈王陵
武烈王陵（ぶれつおうりょう、ハングル: 무열왕릉〈ムヨルワンヌン〉、太宗武烈王陵、ハングル: 태종무열왕릉〈テジョンムヨルワンヌン〉）は、韓国の慶尚北道慶州市西岳洞（ハングル: 서악동〈ソアクトン〉）にある新羅第29代王、太宗武烈王（ハングル: 태종무열왕〈テジョンムヨルワン〉）の陵墓である。慶州武烈王陵（ハングル: 경주 무열왕릉）として大韓民国指定史跡第20号に指定されている。

## 概要
仙桃山（ハングル: 선두산〈ソンドサン〉）の東麓にある4基の大きな墳丘墓（西岳洞古墳群）に続く5基目の主たる墳丘として最も低い位置にある。高さ8.73メートル（10.9m、約11m）直径36.31メートル（約37m、約33m）、周囲114メートル（約104m）の円墳であり、陵墓の周りを自然石で囲み固めたとされる。発掘調査はなされていないが、内部の構造形態は横穴式石室墳、あるいは最後の積石木槨墳の王陵とも考えられる。前部には供物石としての石床が備えられている。

## 歴史
陵域内には、大韓民国国宝第25号に指定された太宗武烈王陵碑（ハングル: 태종무열왕릉비〈テジョンムヨルワンヌンビ〉）の亀趺（きふ）と螭首（ちしゅ）が残存し、螭首に「太宗武烈大王之碑」とあることから、新羅の陵のなかで唯一、埋葬された王の明確に認められる王陵である。
武烈王（ハングル: 무열왕〈ムヨルワン〉、在位654-661年）は、三国統一を推し進めた新羅の第29代王であり、本名は金春秋（キム・チョンチュ）。太宗武烈王8年（661年）6月に死去し、王の諡号（しごう）を武烈、廟号（びょうごう）は太宗（テジョン）となる。
1963年1月21日、新羅武烈王陵（ハングル: 신라무열왕릉）として大韓民国指定史跡第20号に指定され、2011年7月28日より現在の指定名称である慶州武烈王陵（ハングル: 경주 무열왕릉）に変更された。1972-1973年に王陵の周辺が整備されている。